# Psyttalia
Psyttalia är ett släkte av steklar som beskrevs av Walker 1860. Psyttalia ingår i familjen bracksteklar.

## Dottertaxa tillPsyttalia, i alfabetisk ordning[1][2]
- Psyttalia advenator
- Psyttalia agreutretae
- Psyttalia agreutretoides
- Psyttalia alleni
- Psyttalia amboinensis
- Psyttalia bisulcata
- Psyttalia brevitemporalis
- Psyttalia carinata
- Psyttalia concolor
- Psyttalia cosyrae
- Psyttalia curis
- Psyttalia cyclogaster
- Psyttalia cyclogastroides
- Psyttalia dacicida
- Psyttalia danumicus
- Psyttalia darasunica
- Psyttalia dexter
- Psyttalia distinguenda
- Psyttalia fijiensis
- Psyttalia fletcheri
- Psyttalia flexicarina
- Psyttalia gigantura
- Psyttalia haemaelaeineni
- Psyttalia hemicauda
- Psyttalia humilis
- Psyttalia hypopygialis
- Psyttalia incisi
- Psyttalia inconsueta
- Psyttalia infuscata
- Psyttalia insignipennis
- Psyttalia javana
- Psyttalia kirstenboschensis
- Psyttalia kolomani
- Psyttalia kuchingicola
- Psyttalia lemiensis
- Psyttalia leveri
- Psyttalia lindbergi
- Psyttalia lindbergiana
- Psyttalia lounsburyi
- Psyttalia makii
- Psyttalia mediocarinata
- Psyttalia muesebecki
- Psyttalia ngomeensis
- Psyttalia nilotica
- Psyttalia novaguineensis
- Psyttalia novoirlandicus
- Psyttalia ophthalmica
- Psyttalia ovaliops
- Psyttalia papuensis
- Psyttalia paralleni
- Psyttalia perproxima
- Psyttalia phaeostigma
- Psyttalia philippinensis
- Psyttalia phorelliae
- Psyttalia ponerophaga
- Psyttalia proclivis
- Psyttalia prothoracalis
- Psyttalia psyttaloides
- Psyttalia puncticranium
- Psyttalia pusilla
- Psyttalia romani
- Psyttalia rufoflava
- Psyttalia sakhalinica
- Psyttalia sanctamariana
- Psyttalia sequentator
- Psyttalia somereni
- Psyttalia subcyclogaster
- Psyttalia subsulcata
- Psyttalia tamurensis
- Psyttalia testaceipes
- Psyttalia tshuapana
- Psyttalia urogramma
- Psyttalia vacua
- Psyttalia walkeri
- Psyttalia vittator
- Psyttalia yangambiana